# Granica północnokoreańsko-rosyjska
Granica północnokoreańsko-rosyjska – granica międzypaństwowa dzieląca terytoria Korei Północnej i Rosji (wcześniej Związku Radzieckiego), istniejąca od 1991 roku, ciągnąca się na długości 19 km rzeką Tuman od jej ujścia morza Japońskiego do trójstyku granic Chin, Korei i Rosji. Na rzece znajduje się  Most Przyjaźni Koreańsko-Rosyjskiej, przez który przebiega linia kolejowa łącząca Koreę Północną z Rosją. 